# WQOW-TV
WQOW-TV, no canal 18, é a afiliada da rede de televisão ABC em Eau Claire, Wisconsin, nos Estados Unidos.